# Shūhei Aoyama

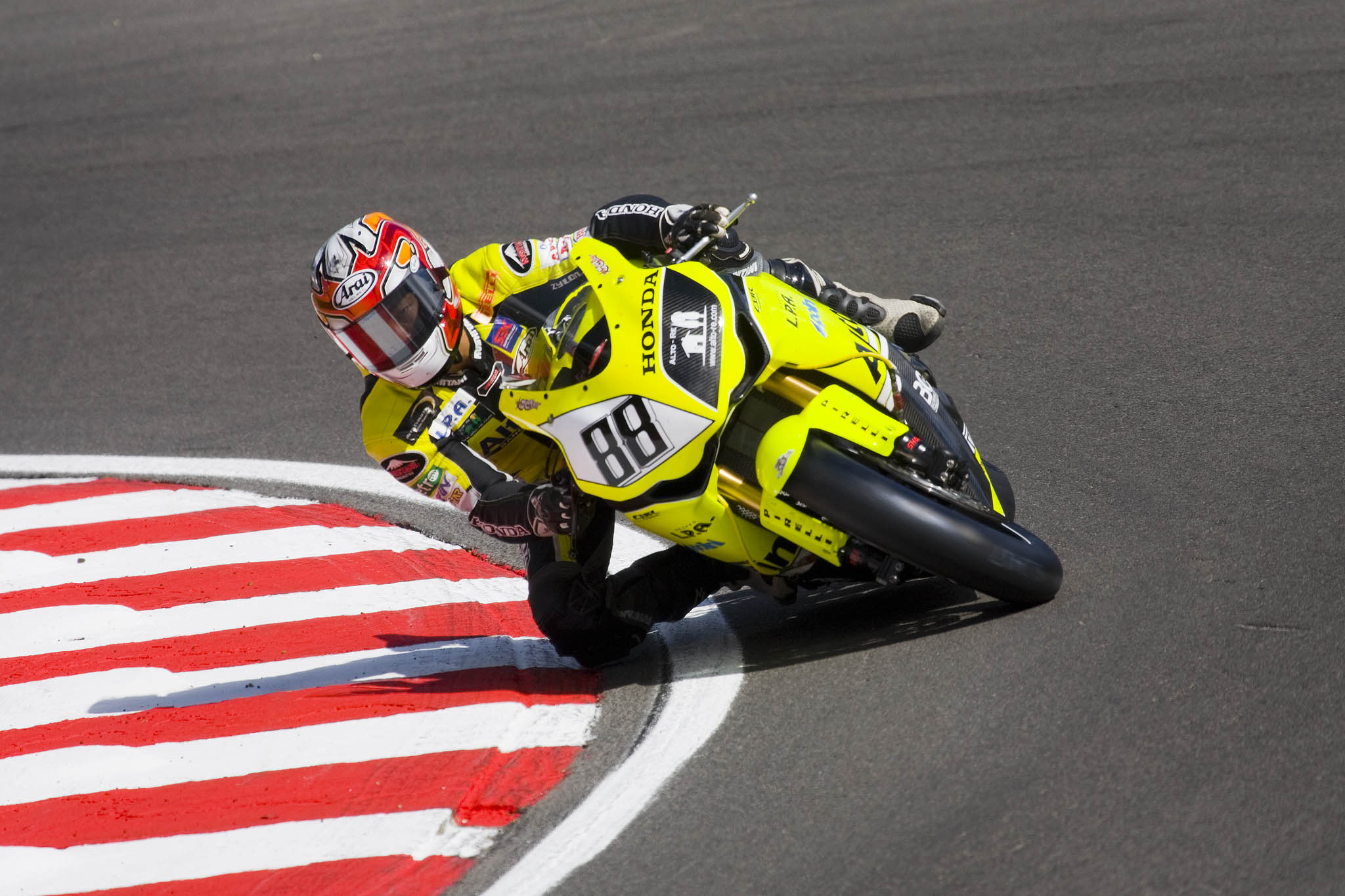
Aoyama 2008 auf Honda

Shūhei Aoyama (jap. 青山 周平, Aoyama Shūhei; * 5. Dezember 1984 in Ichihara) ist ein japanischer Motorradrennfahrer.
2008 startet er auf Honda CBR 1000 RR im Team Alto Evolution Honda in der Superbike-Weltmeisterschaft. Sein älterer Bruder Hiroshi ist ebenfalls Motorradrennfahrer und wurde in der Saison 2009 Weltmeister in der 250-cm³-Klasse und damit letzter Viertelliter-Weltmeister der Geschichte.

## Karriere

### Anfänge
Shūhei Aoyama begann schon im Alter von drei Jahren damit, Pocket Bikes zu fahren. Mit 13 schrieb er sich für die lokale 80-cm³-Klasse ein, mit 16 Jahren nahm Aoyama an der japanischen Motorrad-Straßenmeisterschaft teil. 2003 sicherte er sich in der 125-cm³-Klasse seinen ersten japanischen Meistertitel, Bruder Hiroshi gewann im selben Jahr den Titel in der 250er-Klasse. Im Jahr 2005 konnte Shūhei Aoyama den Gewinn der japanischen 250-cm³-Meisterschaft feiern.

### Motorrad-Weltmeisterschaft
Bereits 2001 gab Shūhei Aoyama beim Pazifik-Grand-Prix sein Debüt in der Motorrad-Weltmeisterschaft. Bis 2005 folgten dann sporadische WM-Einsätze, meist als Wildcard-Pilot auf Honda jeweils bei den in Japan ausgetragenen Rennen. Seine beste Platzierung hierbei erreichte er 2002 mit Rang sechs beim 125-cm³-Grand-Prix von Japan.
Zur Saison 2006 stieg Shūhei Aoyama als Stammfahrer in die 250er-Klasse der WM ein, wo er im Repsol-Honda-Team startete. Nach kurzer Eingewöhnungszeit gelang dem Japaner mit Rang drei beim Grand Prix von Frankreich in Le Mans seine erste und bisher einzige Podiumsplatzierung in der Weltmeisterschaft. In der zweiten Saisonhälfte fuhr Aoyama regelmäßig unter die besten sechs und sicherte sich so den achten Platz in der Gesamtwertung.
Die Saison 2007 verlief für Shūhei Aoyama nicht ganz so positiv wie die vorangegangene. Er erreichte keinen Podiumsplatz und nur noch den zwölften WM-Rang, was hauptsächlich der nicht mehr vorangetriebenen Weiterentwicklung er 250-cm³-Zweitakters seitens von Honda geschuldet war. Lediglich mit der Pole-Position bei seinem Heim-Grand-Prix in Motegi konnte er ein Ausrufezeichen setzen.

### Superbike-Weltmeisterschaft
Zur Saison 2008 wechselte Shūhei Aoyama in die Superbike-Weltmeisterschaft, wo er im Team Alto Evolution Honda eine Honda CBR 1000 RR pilotiert.

## Erfolge
- 2003 – Japanischer 125-cm³-Meister
- 2005 – Japanischer 250-cm³-Meister